# Jean-Dominique Cassini
|  | Per a altres significats, vegeu «Cassini». |

Jean-Dominique Cassini   (París, 30 de juny de 1748 - Thury-sous-Clermont, 18 d'octubre de 1845), dit Cassini IV o le comte de Cassini, va ser un astrònom francès.

## Vida i obra
Era fill de César-François Cassini (Cassini III) i de Charlotte Drouin de Vandeuil, va fer els seus estudis secundaris al collège du Plessis de París, després als Oratorians del Collège de Juilly. L'any 1768, viatjà a l'Oceà Atlàntic. Va ser fet acadèmic de l'Académie des sciences, el 1770.
Va substituir al seu pare a l'Observatori de París i en va ser director des del 1784.
Participà en els treballs de la Carta de Cassini i en feu homenatge a l'Assemblea constituent de 1789 i també participà en les operacions geodèsiques per mesurar el meridià de París i de Greenwich.
En els primers moments de la Revolució francesa li van confiar diversos càrrecs polítics i participà en els treballs de la comissió de l'Académie per preparar el sistema mètric decimal. Era partidari de la monarquia i dimití de les seves funcions el setembre de l'any 1793. Denunciat pel comitè revolucionari de Beauvais, va ser empresonat durant set mesos, de febrer de 1794 a agost de 1794, al convent dels benedictins de la rue Saint-Jacques. Un cop alliberat es retirà al seu château de Thury. Dimiteix del Bureau des longitudes el 1795, i de l'Institut de France el 1796, però el 1799, acceptà la seva elecció com membre de la secció d'astronomia de la nova Académie des sciences.
La seva obra reivindicativa, Mémoires pour servir à l'histoire des sciences et à celle de l'Observatoire royal de Paris va aparèixer l'any 1810.
Va ser batlle de Thury i jutge de pau del cantó de Mouy. Napoleó Bonaparte, i després Lluís XVIII, li concediren una pensió i el van condecorar. El botànic Gabriel Cassini era un fill seu.